# 트라이앵글 (1989년 영화)
트라이앵글(triangle)은 1989년에 미국이 스리랑카에서 베트남 전쟁을 소재로 제작한 전쟁영화이다. 서로 적대 관계에 있는 공산당 간부인 코이와 호는 임무를 수행하던 중 킨대위의 정찰대를 만나 전투를 벌이는 것을 배경으로 한다.

## 출연

### 주연
- 보 브리지스
- 행 S. 응고르
- 짐 이시다
- 조니 할리데이
- 라임 와틀리

### 조연
- 핑 우
- 일래나 브티스티

## 기타
- 미술: 에롤 켈리